# Кроа Шапо
Кроа Шапо (фр. Croix-Chapeau) насеље је и општина у западној Француској у региону Поату-Шарант, у департману Приморски Шарант која припада префектури Rochelle.
По подацима из 2011. године у општини је живело 1176 становника, а густина насељености је износила 243,48 становника/km². Општина се простире на површини од 4,83 km². Налази се на средњој надморској висини од 24 метара (максималној 51 m, а минималној 17 m).

## Демографија
| 1962. | 1968. | 1975. | 1982. | 1990. | 1999. | 2011. |
| ----- | ----- | ----- | ----- | ----- | ----- | ----- |
| 557   | 562   | 555   | 683   | 863   | 890   | 1.176 |

График промене броја становника у току последњих година